# Knol
Knol foi uma enciclopédia na Internet, projecto da Google, cujo conteúdo era gerado pelos utilizadores, e com tópicos que variam de "conceitos científicos, a informação médica, de informação geográfica e histórica a entretenimento, de informação sobre produtos a instruções genéricas." Anunciado publicamente em 13 de dezembro de 2007, esse projecto ganhou sua versão pública no dia 23 de julho do ano seguinte, ainda em versão beta. Em 1 de maio de 2012, quase quatro anos após o lançamento, o Google tira do ar para priorizar outros produtos da empresa. As páginas do Knol pretendiam "ser a primeira coisa que alguém que procure pelo tópico pela primeira vez vai querer ler", de acordo com Udi Manber, vice-presidente da área de engenharia na Google. O termo knol, cunhado pela Google para significar "unidade de conhecimento (knowledge)", refere-se a ambos o projecto e um artigo no projecto. O sítio foi visto como uma tentativa do Google para competir com a Wikipédia.

## História
O Knol foi lançado publicamente como versão beta no dia 23 de julho de 2008.
No dia 1 de maio de 2012 o Knol foi descontinuado, para que a Google possa priorizar produtos de maior impacto. Dessa data até 1 de outubro de 2012, o conteúdo não pode mais ser visualizado, mas pode ser exportado para o WordPress.com e baixado como um arquivo XML. Enquanto isso, o conteúdo ficará disponível normalmente e, após 1 de outubro, o serviço foi retirado do ar.

## Características
Uma das suas características principais era que cada um dos artigos ou knols fosse criado e escrito completamente pela mesma pessoa. Uma vez que o nome do autor está destacado no artigo, algo que em outras enciclopédias online como a Wikipédia não ocorre, o Google acreditava que tal iria incentivar a redacção de knols por parte de especialistas nos temas, pelo que espera que estes alcancem uma qualidade aceitável com poucas edições. Adicionalmente, permitia múltiplos artigos ou knols para um mesmo tópico, o que estimulava o desenvolvimento dos mesmos em termos de competência, para ter uma melhor qualidade.
Os autores podiam escolher por colocar publicidade nos knols utilizando o serviço AdSense da Google. O objectivo era que os autores recebessem uma parte dos rendimentos que fossem produto dos acessos feitos à publicidade. Desta forma, estimulava-se a redacção de knols completos e de qualidade, porque a comunidade de leitores poderia comentar, avaliar, fazer perguntas e propor conteúdo adicional para os enriquecer. Com esta retroalimentação esperava-se gerar uma melhor avaliação por parte do motor de busca da Google, o que faria que os knols mais destacados ou de melhor qualidade fossem colocados mais acima nos resultados das buscas, melhorando, assim, as possibilidades de que sejam visitados e de que o autor receba dinheiro.
A Google não actuava como editor, já que a ideia original era colocar a responsabilidade pelo conteúdo de cada artigo em  cada um dos seus autores. Desta forma, acreditava-se que cada autor colocaria a sua reputação em jogo ao redigi-lo.